# Sundtjärnarna, Norrbotten
Sundtjärnarna är en sjö i Bodens kommun i Norrbotten och ingår i Luleälvens huvudavrinningsområde.